# Steirische Landesausstellung
Die Steirische Landesausstellung fand von 1959 bis 2006 nach dem Beispiel landwirtschaftlicher Mustermessen, Kunstexpositionen und den Weltausstellungen des 19. Jahrhunderts statt. Nach einem zweijährlichen Rhythmus wurde sie von 1986 bis 2006 nahezu jährlich an unterschiedlichen Orten in der Steiermark ausgerichtet. Jedes Mal liegt der Ausstellung ein anderes Thema zu Grunde, das meist einen Bezug zum veranstaltenden Ort hat.
Ab 2008 fand an Stelle der steirischen Landesausstellung jedes zweite Jahr die regionale statt. Der Bezug zu Kunst und Kultur sollten wieder verstärkt und wirtschaftliche Themen in den Hintergrund gerückt werden. Der finanzielle Beitrag des Landes wurde zuerst auf 4 und zuletzt auf 2 Millionen Euro gekürzt und für die Gestaltung der Ausstellung zweckgebunden. Mittel für infrastrukturelle Maßnahmen und Rahmenprogramme müssen von der veranstaltenden Gemeinde oder Region auf anderen Wegen aufgebracht werden. Mit der Kürzung des steirischen Kulturbudgets ab dem Jahr 2013 um 6 Millionen Euro wurde auch die regionale eingestellt. Seit 2021 findet jedes zweite Jahr eine Steiermark-Schau statt.

## Liste der bisherigen Landesausstellungen
| Jahr | Ausstellung                                 | Ausstellungshaus       | Ort/Region                           |
| ---- | ------------------------------------------- | ---------------------- | ------------------------------------ |
| 1959 | "Erzherzog Johann"                          |                        | Graz                                 |
| 1964 | "Graz als Residenz Innerösterreichs"        |                        | Graz                                 |
| 1966 | "Der steirische Bauer"                      | Industriehalle Graz    | Graz                                 |
| 1968 | "Der Bergmann – der Hüttenmann"             |                        | Graz                                 |
| 1970 | "Das steirische Handwerk"                   |                        | Graz                                 |
| 1972 | "Bildung – Tendenzen und Strukturen"        |                        | Graz                                 |
| 1974 | "Baukultur"                                 |                        | Graz                                 |
| 1976 | "Literatur in der Steiermark"               |                        | Graz                                 |
| 1978 | "Gotik in der Steiermark"                   |                        | Sankt Lambrecht                      |
| 1980 | "Musik in der Steiermark"                   |                        | Admont                               |
| 1982 | "Erzherzog Johann von Österreich"           |                        | Stainz                               |
| 1984 | "Erz und Eisen in der Grünen Mark"          |                        | Eisenerz                             |
| 1986 | "Die Steiermark, Brücke und Bollwerk"       |                        | Herberstein                          |
| 1987 | "Hexen und Zauberer"                        |                        | Riegersburg                          |
| 1988 | "Glas und Kohle"                            |                        | Bärnbach                             |
| 1989 | "Menschen – Münzen – Märkte"                |                        | Judenburg                            |
| 1990 | "Weinkultur"                                |                        | Gamlitz                              |
| 1991 | "Sport – Sinn und Wahn"                     | Kunsthaus Mürzzuschlag | Mürzzuschlag                         |
| 1992 | "Lust und Leid – Barock"                    |                        | Trautenfels                          |
| 1993 | "Peter Rosegger"                            |                        | Krieglach/St. Kathrein/Birkfeld      |
| 1994 | "Wallfahrt – Wege zur Kraft"                | Stift Pöllau           | Pöllau                               |
| 1995 | "Holzzeit"                                  | Holzmuseum Murau       | Murau/St. Ruprecht                   |
| 1996 | "Schatz und Schicksal"                      |                        | Mariazell/Neuberg                    |
| 1997 | "made in styria"                            |                        | Leoben                               |
| 1998 | "YOUgend"                                   |                        | Bad Radkersburg                      |
| 1999 | "Verkehr"                                   |                        | Knittelfeld                          |
| 2000 | "comm.gr2000az."                            |                        | Graz: Schloss Eggenberg, Dom im Berg |
| 2001 | "Energie"                                   |                        | Weiz/Gleisdorf                       |
| 2003 | "Mythos Pferd – Zauber der Lipizzaner"      |                        | Piber/Köflach                        |
| 2004 | "Die Römer in der Steiermark"               |                        | Seggau/Flavia Solva                  |
| 2005 | "Narren & Visionäre – Mit einer Prise Salz" |                        | Ausseerland und Salzkammergut        |
| 2006 | "Wege zur Gesundheit"                       |                        | Bruck an der Mur                     |

2002 fand aufgrund von Finanzierungs- und Terminschwierigkeiten keine Landesausstellung statt.